# Мухтаров, Баят Пулатович
Баят Мухтаров (узб. Bayat Muxtorov; 29 марта 1946, Андижан — 11 декабря 2015, Ташкент) — узбекский скульптор и художник авангардистского направления, первым в Узбекистане применивший перформанс и хэппенинг в своем творчестве.

## Биография
Родился 29 марта 1946 года в Андижане (Узбекистан), но ещё в детстве его семья переехала жить в Ташкент. В 1979 году окончил Ташкентский художественный институт им. Островского (сейчас — Государственный институт искусств Узбекистана имени Маннона Уйгура), отделение монументально-декоративной пластики. В 1990 году стал членом Союза художников СССР. В 1995 в Москве принят в IFA (International Federation of Artists) — международную федерацию художников и дизайнеров ЮНЕСКО (сертификат № 5895).

## Творчество
Принимал участие в многочисленных международных и республиканских выставках, а также в симпозиумах по скульптуре. Работы Баята Мухтарова находятся в Государственном музее искусств Узбекистана, а также в галереях и частных коллекциях России, США, Голландии, Италии, Швейцарии, Ирана и др.
1. Персональная выставка в г. Леердам, Голландия в 1996 году.
2. Персональная выставка в Ташкенте в 2008 году.
3. Персональная выставка в Ташкенте в 2011 году.

Участвовал в Республиканских и международных выставках начиная с 1985 г.

#### Основные выставки
- Москва 1992 — галерея «Ориент»; представлены скульптуры, а так же инсталляции — перформанс «Преображение».
- Москва 1992 — выставочный зал «Варшава» — перформанс «Путь паука».
- Санкт-Петербург 1994 — ЛСХ представлены скульптуры, а также инсталляции — перформанс «Старая мелодия».
- Ташкент 1996 — галерея «18 этаж», перформанс «Дервиш и трава».
- Леердам, Голландия 1996 — первая персональная выставка, представлены скульптуры.
- Ташкент 1997 — галерея «Инвариант» представлены скульптуры, а также инсталляции — перформанс «Огонь».
- Ташкент 1997 — галерея «Туркистон» представлены скульптуры, а также инсталляции — перформанс «Экология».
- Ташкент 1997 — галерея «Туркистон» представлены скульптуры, а также инсталляции — перформанс «Анатомия жестокости».
- Ташкент 2008 — персональная выставка в Галерее изобразительного искусства Узбекистана; представлены скульптуры.
- Ташкент 2009 — в Галерее изобразительного искусства Узбекистана представлены скульптуры на выставке «Неопознанная поэзия любви».
- Ташкент 2011 — персональная выставка в Центральном выставочном зале «Созвездие девы»; представлены скульптуры, а так же инсталляции — перформанс «Созвездие девы».
- Ташкент 2013 — выставка в Музее искусств — инсталляция-перформанс «Ледник»